# Callia halticoides
Callia halticoides är en skalbaggsart som beskrevs av Bates 1866. Callia halticoides ingår i släktet Callia och familjen långhorningar. Inga underarter finns listade.